# Хаге
Хаге (њем. Hage) општина је у њемачкој савезној држави Доња Саксонија. Једно је од 24 општинска средишта округа Аурих. Према процјени из 2010. у општини је живјело 5.796 становника. Посједује регионалну шифру (AGS) 3452008.

## Географски и демографски подаци
Хаге се налази у савезној држави Доња Саксонија у округу Аурих. Општина се налази на надморској висини од 1 метара. Површина општине износи 16,6 km². У самом мјесту је, према процјени из 2010. године, живјело 5.796 становника. Просјечна густина становништва износи 349 становника/km².